# Tisha Waller
Tisha Waller (* 1. Dezember 1970 in South Boston) ist eine amerikanische Leichtathletin, die sich auf den Hochsprung spezialisiert hatte. 

## Sportliche Laufbahn
Bei der Sommer-Universiade 1991 in Sheffield gewann sie mit 1,90 m die Bronzemedaille. 
Im Jahr 1999 ging sie bei den Hallenweltmeisterschaften in Maebashi / Japan an den Start, wo sie mit 1,96 m hinter der Bulgarin Christina Kaltschewa (Gold mit 1,99 m) und der Tschechin Zuzana Hlavoňová (Silber mit 1,96 m) eine weitere Bronzemedaille gewann.
Eine olympische Medaille blieb ihr verwehrt. 1996 in Atlanta kam sie mit übersprungenen 1,93 m auf Platz 9, und acht Jahre später in Athen scheiterte sie mit 1,89 m bereits in der Qualifikation.
Die 1,83 m große und 61 kg schwere Athletin gewann fünf amerikanische Meisterschaften: 
- 1996: 1,95 m
- 1998: 1,94 m
- 1999: 1,99 m
- 2002: 1,96 m
- 2004: 1,98 m